# Gare d’Hyères
Gare d’Hyères vasútállomás Franciaországban, Hyères településen.

## Vasútvonalak
Az állomást az alábbi vasútvonalak érintik:
- La Pauline-Hyères aux Salins-d’Hyères-vasútvonal

## Kapcsolódó állomások
A vasútállomáshoz az alábbi állomások vannak a legközelebb:
- Gare de La Crau